# آدامز گالچ، نیو برانسویک
ادامز گالچ، نیو برانسویک (به انگلیسی: Adams Gulch, New Brunswick) در کانادا است که در نیوبرانزویک واقع شده‌است.